# ロールシャッハ・テスト
ロールシャッハ・テスト（英: Rorschach test, Rorschach inkblot test）は、投影法に分類される性格検査の代表的な方法のひとつである。被験者にインクのしみを見せて何を想像するかを述べてもらい、その言語表現を分析することによって被験者の思考過程やその障害を推定するものである。スイスの精神科医ヘルマン・ロールシャッハによって1921年に考案された。ロールシャッハ法、ロールシャッハ検査、ロールシャッハ検査法などとも呼ばれる。

## 概要
テストには、紙の上にインクを落とし、それを2つ折りにして広げることにより作成されたほぼ左右対称の図版を持つカード（ロールシャッハ・カード）が用いられる。このような図版は原理的には簡単に作成できるものであるが、現在でもロールシャッハによって作成されたものが用いられている。カードは10枚1組で、無彩色のカードと有彩色のカードがそれぞれ5枚ずつ含まれる。各カードは約17cm x 24cmの大きさを持つ。
投影法一般について言えることではあるが、ロールシャッハ・テストは、被験者にとって、どのように反応するとどのように分析されるかが分かりにくいため、回答を意識的に操作する反応歪曲が起きにくく、無意識な心理の分析が可能であるとされ、1920年代に開発されて以来、長年にわたって広く用いられている。日本では、片口法・阪大法・名大法・包括システム (エクスナー法)などが主に用いられている。ただし国際的には、2013年に行われた国際調査によると、ロールシャッハテストを使用する臨床家の96%が包括システムを使用していると報告されている。
ロールシャッハ・テストは、被検者の反応を重視してそれを元に作成された、ある意味非常に泥臭く人間臭い検査であり、公刊当初より検査学的、科学的にはかなり問題が指摘されてきた。その後、検査学的にかなり洗練されてきているところもあるが、基本的に泥臭く人間臭いところゆえに、複雑で分かりにくい現実の人間の様々な側面をとらえる点が臨床現場で支持されてきた検査とされる。
ロールシャッハ・テストは著名であるが、昨今のエビデンスを重視する国際的風潮において、投影法（投映法）の研究や教育に過去の隆盛は認められない。科学的妥当性の疑問や分析効率の悪さが指摘されるほか、対象年齢層が比較的低い児童臨床やスクール・カウンセラーに代表される学校臨床、司法領域における家庭裁判所調査官の業務ではロールシャッハ・テストの使用頻度は限られている。つまり、全ての臨床領域において、ロールシャッハ・テストは主要なアセスメント・ツールとなっていない。
また、心理検査の中でもクライアントへの侵襲度が高いものとされており、場合によっては統合失調症の引き金となりうる危険性(ロールシャッハ・シュープ)が指摘されている。

## 英語版ウィキペディアでの論争

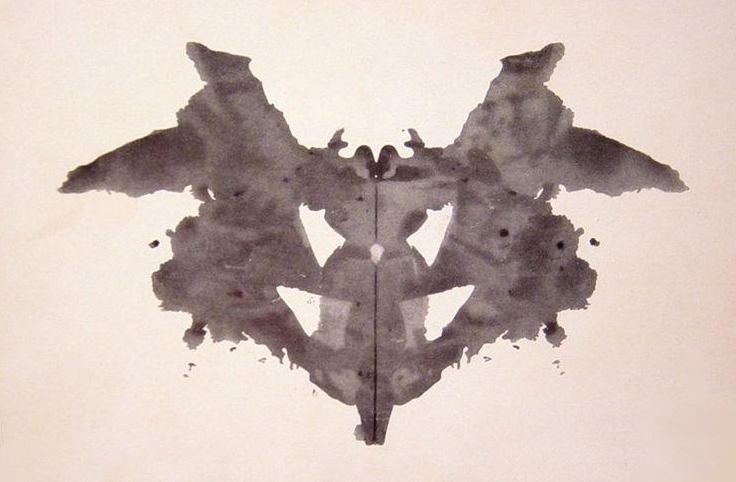
ロールシャッハ・テストで使用されるカードの一例。

2009年、カナダ・サスカチュワン州ムースジョーの医師であり、ウィキペディアの編集者であったジェームズ・ヘイルマン（James Heilman）は著作権が失効していた、ロールシャッハ・テストで使用される画像の複写を英語版ウィキペディアにアップロードした。これに対し複数の心理学者が「患者が予備知識を持つことによって診断に影響を与える」と非難したが、画像の複写はそれ以前にもほかのウェブサイトにアップロードされていた。この事件により、英語版ウィキペディアでは一時画像の除去を防ぐ編集フィルターが設定された。